# Romanisation du ministère de l'Éducation de Guangdong
La romanisation du ministère de l'Éducation de Guangdong, qui pourrait aussi s'appeler le pinyin cantonais (chinois traditionnel : 廣州話拼音方案 ; litt. « système de transcription de la langue cantonais »), est un des systèmes de romanisation du cantonais. Promulgué par le ministère de l'Éducation de Guangdong dans les années 1960, le système était mal conçu et incomplet au début. Il a été révisé au complet par le professeur Ráo Bĭngcái pendant les années 1980.
Le système est utilisé en Chine continentale, souvent pour les cours de cantonais non professionnels et pour les dictionnaires du cantonais non professionnels. Il fait partie du famille de systèmes de romanisation du Guangdong.
En raison des défauts de la version originelle, la description suivante est basée sur la version révisée.

## Exemple
Exemple de transcription d'un des 300 poèmes des Tang:
| 春曉 孟浩然  | Cên1 Hiu2 Mang6 Hou6yin4  |
| 春眠不覺曉， | Cên1 min4 bed1 gog3 hiu2, |
| 處處聞啼鳥。 | cü3 cü3 men4 tei4 niu5.   |
| 夜來風雨聲， | Yé6 loi4 fung1 yu5 sing1, |
| 花落知多少？ | fa1 log6 zi1 do1 siu2?    |